# Biestkensbijbel

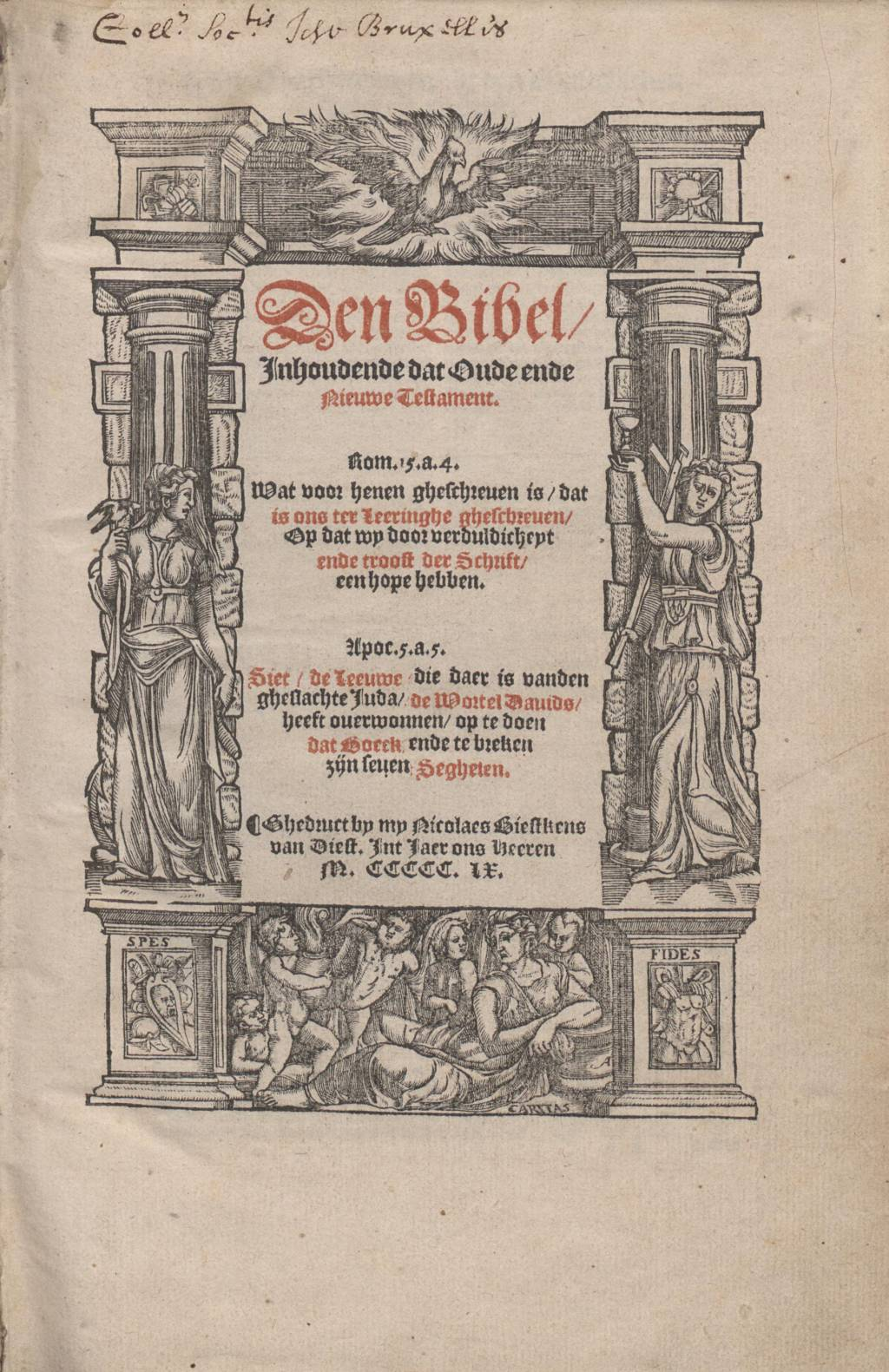
Titelblad van de uitgave van 1560 met de bijbelteksten Romeinen 15.4 en Openbaring 5.5. De randversiering verwijst naar de ‘wapenrusting Gods’. De symbolen op de vier hoeken verwijzen naar het schild, de helm, de vurige pijlen en het zwaard

De  Biestkensbijbel werd in 1560 door  Nicolaes Biestkens gedrukt. Het beoogde lezerspubliek waren met name doopsgezinden, maar deze bijbel werd ook veel gelezen door lutheranen. In de laatste groep werd deze bijbel vanaf de tweede helft van de zeventiende eeuw vervangen door de Visscherbijbel. Bij doopsgezinden bleef de uitgave tot in de achttiende eeuw de meest gelezen bijbel, hoewel zij in toenemende mate geleidelijk meer van de  Statenvertaling gebruik gingen maken. 

## Achtergrond
Vanaf ongeveer 1543 ondervinden protestanten in Vlaanderen en Brabant toenemende moeilijkheden vanwege hun geloof. Als gevolg begon een aantal daarvan hun toevlucht op andere plaatsen in Europa te zoeken. Een deel van hen kwam in Emden terecht. Onder hen waren ook enkele drukkers, waaronder Jan Geylliaart en zijn zoon Willem alsmede Steven Mierdmans. Zij gingen zich toeleggen op bijbelvertalingen die zich met name op een lezerspubliek van doopsgezinden richtte. Veel van die uitgaven waren anoniem, zonder aanduiding van de plaats waar het gedrukt was en werden naar  Nederlands gebied gesmokkeld. 
Tot diep in de twintigste eeuw werd aangenomen dat Nicolaes Biestkens tot die kring van drukkers in Emden behoorde of een schuilnaam voor Jan Geylliaart was. Onderzoek van Paul Valkema Blouw heeft echter overtuigend aangetoond dat Biestkens een drukpers had in het plaatsje Groessen bij Zevenaar. Dit gebied maakte toen onderdeel uit van het hertogdom Kleef en viel  niet onder het gezag van de Spaanse autoriteiten. Het wordt niet uitgesloten dat Biestkens een agent van Geylliaart was en zich in opdracht van de laatste in Groessen had gevestigd. Het staat wel vast dat na het overlijden van Biestkens in 1652 het drukkersmateriaal naar Emden werd gebracht en verder gebruikt door Geylliaart.

## De bijbel
In 1559 bracht Biestkens twee vertalingen van het Nieuwe Testament uit. In 1560 werd dat gevolgd door een uitgave van de gehele bijbel. Er ontbreekt ook hier iedere verwijzing naar een plaats van druk of herkomst. De tekst was gebaseerd op een uitgave die twee jaar eerder door  Geylliaart en Miersmans in Emden was uitgegeven. De basis voor die tekst was de Liesveldtbijbel. Die tekst werd in overeenstemming gebracht met de Lutherbijbel die 1554 in Maagdenburg was gedrukt. Voor enkele in die bijbel ontbrekende delen was de tekst gebaseerd op de Zürichse bijbel in de vertaling van Zwingli.
De Biestkensbijbel kende een aantal innovaties. Het was de eerste Nederlandse bijbel waarin de verzen van de bijbeltekst genummerd waren. Door deze versnummering was het mogelijk om in een index of register preciezer naar delen ervan te verwijzen. Hiervoor werd in bijbels de hoofdstukken van de tekst aangegeven door de letters van het alfabet.  
De bijbel werd gedrukt op kwartoformaat in plaats van het folioformaat dat tot dan toe gebruikelijk was. In combinatie met een ook kleinere drukletter kon Biestkens een aanzienlijke kostenbesparing realiseren waardoor het boek voor een lagere prijs dan andere bijbels op de markt gebracht kon worden.
Een verschil met de uitgave van 1558 uit Emden van Geylliaart en Miersmans is de grotere aandacht en nadruk in de rubrieken van het alfabetisch register van de Biestkensbijbel op bij doopsgezinden aansprekende thema’s als de doop, het zweren van de eed en de ban of tucht bij een onchristelijke levenswandel. 
Er zijn na 1560 nog ruim honderd edities van de Biestkensbijbel gedrukt. In 1563 werd in opdracht van Christoffel Plantijn in zijn illegale drukkerij in Kampen een editie in het nog kleinere octavoformaat gedrukt met Lenaert der Kinderen als genoemde drukker. De laatste uitgave was in 1721. 
* De eerste editie van de Vorstermanbijbel uit 1528 werd gepresenteerd als een nieuwe geautoriseerde rechtzinnige katholieke Bijbelvertaling. Deze editie bevatte feitelijk echter nogal wat eerder gepubliceerd Middelnederlands materiaal uit het tijdperk van voor de Reformatie als ook veel uit reformatorische kringen. In latere edities waren al essentiële reformatorische passages verdwenen en sloot het aanzienlijk meer aan op de tekst van de Vulgaat.  